# アデバヨ・アロンジ
アデバヨ・アロンジ（Adebayo Alonge）は、ナイジェリア人実業家、薬剤師、発明家。RxAll Inc.共同設立者・最高経営責任者。

## 人物・経歴
ナイジェリアの旧首都ラゴスのキングスカレッジを経て、2008年イバダン大学卒業（薬学士）。イェール大学経営大学院でMAMプログラムを受講し、一橋大学大学院国際企業戦略研究科を修了後、ハーバード大学ケネディスクールに進学し、公共経営修士（専門職）の課程で学んだ。
サノフィ医薬情報担当者、エフ・ホフマン・ラ・ロシュ医薬情報担当者、BASF西アフリカマーケットデベロッパー等を経て、2015年からボストンコンサルティンググループコンサルタントを務めた。2016年にRxAll Inc.を共同設立し、最高経営責任者に就任した。